# Campionati mondiali di sollevamento pesi 2021 - +109 kg maschile
Le gare di sollevamento pesi della categoria oltre i 109 kg maschile — pesi supermassimi — dei campionati mondiali del 2021 si sono svolte il 17 dicembre 2021 a Tashkent presso l'Uzbekistan Sport Complex.

## Programma
L'orario indicato corrisponde a quello uzbeko (UTC+05:00)
| Data             | Orario | Evento   |
| ---------------- | ------ | -------- |
| 17 dicembre 2021 | 08:00  | Gruppo C |
| 17 dicembre 2021 | 10:00  | Gruppo B |
| 17 dicembre 2021 | 16:00  | Gruppo A |

## Medagliati
Per ciascun esercizio, i primi tre classificati sono i seguenti:
| Esercizio | Oro               | Oro    | Argento          | Argento | Bronzo           | Bronzo |
| --------- | ----------------- | ------ | ---------------- | ------- | ---------------- | ------ |
| Strappo   | Lasha T'alakhadze | 225 kg | Varazdat Lalayan | 211 kg  | Ėduard Zjazjulin | 206 kg |
| Slancio   | Lasha T'alakhadze | 267 kg | Varazdat Lalayan | 246 kg  | Gor Minasyan     | 243 kg |
| Totale    | Lasha T'alakhadze | 492 kg | Varazdat Lalayan | 457 kg  | Gor Minasyan     | 448 kg |

## Record
Prima di questa competizione, i record mondiali esistenti erano i seguenti:
| Record mondiale | Strappo | Lasha T'alakhadze | 223 kg | Tokyo, Giappone | 4 agosto 2021 |
| Record mondiale | Slancio | Lasha T'alakhadze | 265 kg | Tokyo, Giappone | 4 agosto 2021 |
| Record mondiale | Totale  | Lasha T'alakhadze | 488 kg | Tokyo, Giappone | 4 agosto 2021 |

## Risultati
| Pos. | Atleta                      | Gr. | Peso atleta | Strappo (kg) | Strappo (kg) | Strappo (kg) | Strappo (kg) | Slancio (kg) | Slancio (kg) | Slancio (kg) | Slancio (kg) | Totale |
| Pos. | Atleta                      | Gr. | Peso atleta | 1            | 2            | 3            | Pos.         | 1            | 2            | 3            | Pos.         | Totale |
| ---- | --------------------------- | --- | ----------- | ------------ | ------------ | ------------ | ------------ | ------------ | ------------ | ------------ | ------------ | ------ |
|      | Lasha T'alakhadze (GEO)     | A   | 182.90      | 210          | 218          | 225          |              | 247          | 257          | 267          |              | 492    |
|      | Varazdat Lalayan (ARM)      | A   | 153.70      | 202          | 207          | 211          |              | 240          | 242          | 246          |              | 457    |
|      | Gor Minasyan (ARM)          | A   | 154.30      | 205          | 213          | 213          | 4            | 240          | 243          | 253          |              | 448    |
| 4    | Ėduard Zjazjulin (BLR)      | A   | 142.20      | 200          | 206          | 210          |              | 231          | 237          | 241          | 4            | 447    |
| 5    | Aleksej Lovčev (RWF)        | A   | 161.10      | 190          | 196          | 201          | 5            | 231          | 237          | 238          | 7            | 432    |
| 6    | Ayat Sharifi (IRI)          | A   | 148.40      | 185          | 192          | 197          | 6            | 227          | 242          | 244          | 10           | 424    |
| 7    | Alireza Yousefi (IRI)       | A   | 179.50      | 173          | 178          | 183          | 7            | 230          | 238          | 245          | 5            | 421    |
| 8    | Ahmed Gaber (EGY)           | A   | 143.80      | 175          | 180          | 185          | 10           | 226          | 230          | 234          | 8            | 410    |
| 9    | David Liti (NZL)            | B   | 175.20      | 172          | 176          | 180          | 12           | 223          | 227          | 231          | 6            | 407    |
| 10   | Enzo Kuworge (NED)          | B   | 162.20      | 170          | 175          | 176          | 13           | 222          | 227          | 238          | 9            | 403    |
| 11   | Keiser Witte (USA)          | B   | 148.90      | 178          | 178          | 182          | 8            | 215          | 220          | 225          | 14           | 402    |
| 12   | Mart Seim (EST)             | A   | 150.60      | 175          | 180          | 180          | 15           | 225          | 233          | 236          | 12           | 400    |
| 13   | Kosuke Chinen (JPN)         | B   | 155.00      | 175          | 175          | 181          | 9            | 210          | 217          | 222          | 18           | 398    |
| 14   | Lee Yang-jae (KOR)          | B   | 136.40      | 173          | 173          | 178          | 16           | 223          | 230          | 232          | 13           | 396    |
| 15   | Bakari Turmanidze (GEO)     | B   | 161.80      | 171          | 175          | 176          | 14           | 210          | 218          | 223          | 15           | 394    |
| 16   | Péter Nagy (HUN)            | B   | 160.50      | 172          | 177          | —            | 17           | 212          | 218          | 222          | 16           | 390    |
| 17   | Nooh Dastgir Butt (PAK)     | B   | 165.20      | 165          | 165          | 170          | 21           | 220          | 225          | —            | 11           | 390    |
| 18   | Gurdeep Singh (IND)         | B   | 159.10      | 160          | 167          | 172          | 18           | 210          | 217          | 223          | 17           | 389    |
| 19   | Gilberto Lemus (GUA)        | C   | 136.30      | 170          | 170          | 170          | 20           | 200          | 208          | 208          | 20           | 370    |
| 20   | Mirkhosil Mirzabaev (UZB)   | C   | 122.40      | 164          | 168          | 170          | 19           | 193          | 200          | 205          | 21           | 370    |
| 21   | Dixon Arroyo (ECU)          | C   | 131.00      | 170          | 177          | 182          | 11           | 192          | 192          | 192          | 23           | 369    |
| 22   | Miklos Bencsik (CAN)        | C   | 144.30      | 146          | 151          | 155          | 23           | 193          | 197          | 205          | 19           | 360    |
| 23   | Quinn Everett (CAN)         | C   | 141.00      | 153          | 158          | 158          | 22           | 193          | 193          | 200          | 22           | 351    |
| 24   | Rungsuriya Panya (THA)      | C   | 124.80      | 147          | 152          | 156          | 24           | 190          | 190          | 194          | 24           | 342    |
| 25   | Ushan Charuka (SRI)         | C   | 146.50      | 135          | 135          | 141          | 25           | 170          | 175          | 180          | 25           | 315    |
| 26   | Godfrey Baligeya (UGA)      | C   | 115.00      | 110          | 110          | 110          | 26           | 140          | 145          | 150          | 26           | 255    |
| —    | Hojamuhammet Toýçyýew (TKM) | A   | 151.90      | 180          | 180          | 180          | —            | —            | —            | —            | —            | —      |
| —    | Oleh Hanzenko (UKR)         | B   | 157.30      | 175          | 175          | 175          | —            | —            | —            | —            | —            | —      |
| —    | Kamil Kučera (CZE)          | B   | 153.60      | 172          | 172          | 172          | —            | 223          | 223          | 223          | —            | —      |